# ريد بارلز
شركة ريد بارلز ؛ البراميل الحمراء (.Red Barrels Inc) هي شركة تطوير ألعاب فيديو كندية مقرها في مونتريال، أسس الشركة كلاً من فيليب مورين وديفيد شاتونوف وهوغو دالاير عام 2011. كان المطورين الثلاثة يعملون سابقاً في يوبي سوفت مونتريال وإي آيه مونتريال، قاموا بتأسيس الشركة الجديدة، بعد مغادرة أماكن العمل الخاصة بهم و انشأ دالاير الملكية الفكرية الأصلية عام 2010. بدأ حضور الفريق عبر الإنترنت في يوليو 2012 وقدموا عرض ترويجي للعبة التي أصبحت فيما بعد أوت لاست.

## التاريخ
كان فيليب مورين وديفيد شاتونوف وهوغو دالاير في الأصل مطورين لألعاب الفيديو في شركة يوبي سوفت وتم توظيفهم في فترة 1997-1998، حيث عمل شاتونوف على تطوير لعبة توم كلانسي سبلينتر سيل، مورين و دالاير عملا على تطوير برنس أوف بيرشيا: ذا ساندز أوف تايم. غادر مورين يوبي سوفت عام 2009 وعمل لدى إي آيه مونتريال عام 2010 لصياغة مفهوم الملكية الفكرية الأصلية من قبل دالاير، ولكن تم إلغاؤه في نفس العام. مع عدم وجود خيارات أخرى، غادر مورين في يناير 2011 ليسلك طريقه بشركة ريد باريلز. ظل شاتونوف عضواً في يوبي سوفت مونتريال وشارك في تصميم المستوى لأول للعبة أساسنز كريد.
بعد الاستقالة، التقى مورين بشاتونوف ودالاير بعد أن ترك الثلاثي وظائفهم، ووافقو على بدء شركتهم الخاصة ريد بارلز. بعد صعوبة فنية في التقديم المسبق، حصلت المجموعة على 300,000 دولار كندي من التمويل الذي حصلت عليه من صندوق كندا للإعلام خلال السنة المالية 2012-2013، و كذلك مليون دولار في السنة المالية 2013-2014. 
في أكتوبر 2012، أعلنت الشركة عن تقديم لعبة أوت لاست (Outlast)، التي تم إصدارها في سبتمبر 2013. وفي أكتوبر التالي، أعلن مورين أن تكملة اللعبة قيد التطوير( أوت لاست 2). والتي أصدرت في أبريل 2017. في يوليو من ذلك العام ، أصدرت الشركة العدد الأول من المسلسل الهزلي المصغر The Murkoff Account، والذي تم تعيينه لخمسة قصص مصورة توضح بالتفصيل الفجوة السردية بين أوت لاست و أوت لاست 2. في 4 ديسمبر 2019 ، أعلنت الشركة عن لعبة فيديو جماعي "ذا أوت لاست ترايلز"، وأصدرت صورة تشويقية. في 13 يونيو 2020 ، تم إصدار مقطع دعائي للإعلان عن إصدار جديد في عام 2021.

## تطوير الألعاب
| عام                | عنوان            | النوع (الأنواع) | منصة (منصات)                                                                  |
| ------------------ | ---------------- | --------------- | ----------------------------------------------------------------------------- |
| 2013               | أوت لاست         | رعب البقاء      | مايكروسوفت ويندوز وبلاي ستيشن 4 وإكس بوكس ون وماك أو إس ولينكس ونينتندو سويتش |
| 2014               | أوت لاست: المنذر | رعب البقاء      | مايكروسوفت ويندوز وبلاي ستيشن 4 وإكس بوكس ون وماك أو إس ولينكس ونينتندو سويتش |
| 2017               | أوت لاست 2       | رعب البقاء      | مايكروسوفت ويندوز وبلاي ستيشن 4 وإكس بوكس ون ولينكس ونينتندو سويتش            |
| 2021               | أوت لاست ترايلز  | رعب البقاء      | لم تحدد                                                                       |
| سيتم تحديدها لاحقًا | أوت لاست 3       | لم تحدد         | لم تحدد                                                                       |

## روابط خارجية
- الموقع الرسمي